# دونارا قاراگیوزیان
دونارا لوونی قاراگیوزیان (ارمنی: Դոնարա Լևոնի Ղարագյոզյան؛ انگلیسی: Donara Gharagyozyan زادهٔ ۲۱ سپتامبر ۱۹۳۶)، نثرنویس اهل ارمنستان است.

## زندگی‌نامه
وی در ۲۱ سپتامبر ۱۹۳۶ در استپاناوان به دنیا آمد و از دانشگاه دولتی مسکو فارغ‌التحصیل گشت.  وی از سال ۱۹۸۵ عضو اتحادیه نویسندگان ارمنستان می‌باشد.